# Tell Me What We're Gonna Do Now
"Tell Me What We're Gonna Do Now" is een lied geschreven door de Britse zangeres en tekstschrijfster Joss Stone, Alonzo "Novel" Stevenson, Tony Reyes, en Lonnie "Common" Lynn voor Joss Stones derde studioalbum, Introducing Joss Stone (2007).

## Geschiedenis
Het verscheen als tweede single van het album in juli 2007. Het lied werd geproduceerd door Raphael Saadiq en gezongen door Joss Stone en de Amerikaanse rapper Common. Ook al was het toen nog niet officieel uitgebracht als single, toch kwam het lied in de U.S. Hot R&B/Hip-Hop Songs op nummer 83, een week later verder stijgend naar de hoogste plek, 64.
Joss Stone maakte door haar videoclip van deze single een Product Red. Dit betekent dat het lied online te koop was via iTunes en dat de winst van deze singles naar een goed doel ging: vrouwen en kinderen in Afrika besmet met hiv. Joss Stone kwam in het Guinness Book of Records, omdat ze de eerste vrouw was die dit deed.
De video, die werd geregisseerd door Sanaa Hamri, kwam op de zender VH1 Soul op 7 mei en op de VSport Top 20 Countdown van VH1 op 12 mei.

## Afspeellijst

### Britse cd-single
1. Tell me what we're gonna do now (albumversie, met Common) - 4:23
2. Music (live uit de Bowery Ballroom) - 4:01

### Amerikaanse cd-maxisingle
1. Tell me what we're gonna do now (albumversie, met Common) – 4:23
2. Tell me 'bout it" (live uit de Bowery Ballroom) – 5:22
3. What were we thinking" (live uit de Bowery Ballroom) – 5:25

### American promo-cd-single
1. Tell me what we're gonna do now" (radioversie, geen rap) – 3:40
2. Tell me what we're gonna do now" (radioversie, met Common) – 3:58
3. Tell me what we're gonna do now" (instrumentaal) – 4:23